# Julio Bañados Espinosa
Julio Bañados Espinosa (Valparaíso 18 april 1858 - Santiago 17 januari 1899) was een Chileens geleerde en politicus.
Hij bezocht het Congregatie van de Heilige Harten in Valparaíso en de colleges van San Luís en San Ignacio in Santiago. Aansluitend studeerde hij aan het Instituto Nacional en was daarna deze onderwijsinstelling verbonden als docent geschiedenis en geografie (1877-1887). Nadien was hij directeur van het Instituut voor Schone Kunsten.
Hij promoveerde in 1882 als doctor in de rechten aan de Universiteit van Chili en werd op 20 mei 1882 toegelaten tot de balie van Santiago. 
Bañados was lid van de Partido Liberal (Liberale Partij) en was van 1888 tot 1891 lid van de Kamer van Afgevaardigden. President José Manuel Balmaceda benoemde hem op 2 november 1888 tot minister van Justitie en Onderwijs, hetgeen hij tot 11 juni 1889 bleef. Balmaceda had een groot vertrouwen in hem en benoemde hem op 20 mei 1891, tijdens de laatste fase van de Burgeroorlog, tot minister van Binnenlandse Zaken. Hij formeerde het laatste kabinet tijdens het presidentschap van Balmaceda. Van 3 augustus tot 8 augustus 1891 was hij tevens waarnemend minister van Oorlog en Marine. 
Nadat Balmaceda door de rebellen was verslagen, ging Bañados in ballingschap in Parijs. Na de afkondiging van een algemene amnestie keerde hij in 1894 naar Chili terug en was vervolgens betrokken bij de Partido Liberal Democrático (Liberaal-Democratische Partij), een partij van oud-aanhangers van Balmaceda. Van 1894 tot 1899 vertegenwoordigde hij de liberaal-democraten in de Kamer van Afgevaardigden. Hij was tevens lid van de machtige Conservatieve Commissie (1894-1898), dat de taken van het parlement waarnam tijdens het parlementair reces. 
Van 23 december 1897 tot 14 april 1898 was hij minister van Industrie en Openbare Werken onder president Federico Errázuriz Echaurren.  
Bañados overleed op 40-jarige leeftijd.